# Anisodes similaria
Anisodes similaria là một loài bướm đêm trong họ Geometridae.